# Punta Prima
Punta Prima is het zuidoostelijke deel van de deelgemeente Orihuela-Costa, die op haar beurt deel uitmaakt van de gemeente Orihuela aan de Costa Blanca in de provincie Alicante in de Spaanse autonome regio Valencia. Punta Prima ligt ongeveer 5 km ten zuiden van de havenstad Torrevieja aan de Spaanse oostkust. In 2010 telde Punta Prima 2525 inwoners (INE 2010). Met Punta Prima wordt ook het strand aangeduid van de wijk.

## Plaatsnaam
De wijk Punta Prima kreeg zijn naam omdat de bebouwing en het zandstrand op een landpunt liggen, die de vorm van een priem heeft. De wijk ontwikkelde zich vanaf 1969.

## Strand
Het gelijknamige witte zandstrand Punta Prima ligt het meest noordelijk in een reeks van zes stranden van de deelgemeente Orihuela-Costa en grenst in het noorden aan het meest zuidelijke strand Playa De Los Náufragos van de stad Torrevieja en in het zuiden aan het strand Playa Flamenca. Het heeft een lengte van 170 meter en breedte van 14 meter. Het strand is bereikbaar via hellingen en trappen. Vanaf juli 2010 beschikt Punta Prima over een lift aan het strand om het hoogteverschil van 7 meter te overbruggen. Punta Prima is het enige strand binnen de autonome regio Valencia, dat over een lift aan het strand beschikt. Verder zijn er op het strand onder andere vlonders tot aan de zee, een strandwachttoren, ehbo-post en parking.

## Omliggende plaatsen
Punta Prima grenst in het noorden aan de plaatsen Rocío Del Mar, La Campana in het westen en Alameda Del Mar in het zuiden. In het oosten grenst Punta Prima aan de Middellandse Zee. De meest zuidelijke buitenwijken van de havenstad Torrevieja bevinden zich op een steenworpafstand ten noorden van Punta Prima. Verder ligt Punta Prima ten zuiden van de autoweg N-332, die evenwijdig ligt aan de spaanse oostkust.

## Postcodegebied
Punta Prima ligt gedeeltelijk in het postcodegebied van Orihuela (03189) en gedeeltelijk van Torrevieja (03185).

## Klimaat
Punta Prima kent een aangenaam zeeklimaat met een gemiddelde temperatuur van 20 °C en 300 zonnige dagen per jaar.

## Bezienswaardigheid
Ten noorden van Punta Prima liggen de Salinas van Torrevieja en La Mata. Dit is een beschermd natuurgebied, waar flamingo's in het wild te zien zijn.